# NAnt
NAnt — свободное (open source) ПО для автоматизации процесса сборки ПО. NAnt очень похож на Apache Ant, но ориентирован на работу с .NET, а не Java.
NAnt требует одну из версий .NET Framework (1.0, 1.1, 2.0, 3.5 и 4.0) или альтернативную им ОС-независимую платформу Mono.